# Sofie Ackermann
Sofie Charlotte Ackermann, geborene Sofie Charlotte Tschorn (1760 in Celle – 5. Juli 1815 in Weimar) war eine deutsche Theaterschauspielerin.

## Leben
Ackermann, die nicht mit der im 18. Jahrhundert bekannten Schauspielerfamilie verwandt war, betrat 1779 zum ersten Mal die Bühne und heiratete ein Jahr später den Schauspieler Gottfried Ackermann. 1780 fand sie ein Engagement bei der Bellomoschen Gesellschaft und kam mit derselben 1783 nach Weimar. Dort debütierte sie am 1. Januar 1784 in der Titelrolle des Trauerspiels „Marianne“ von Gotter. Sie wurde sowohl vom kunstsinnigen Hof, als auch von Goethe und Wieland geschätzt, und als sie am 7. März 1786 als „Linna von Walla“ auftrat, wurde sie sogar von Goethes Schwager Vulpius gelobt. Die damaligen Kritiken nannten ihr Spiel „hinreißend“. Auch ihr modischer Geschmack wurde erwähnt. 1791 verließ sie Weimar mit ihren Kindern und ihrem Mann, da dieser bei Hof- und Theaterleitung durch seine leichtsinnige Lebensweise in Ungnade gefallen und entlassen worden war. Man wollte sie zwar unbedingt halten, da sie durch „diesen Menschen“ in ihrer bürgerlichen und künstlerischen Existenz bedroht war, trotzdem hielt sie zu ihrem Mann. Sie zog nun von Bühne zu Bühne und versuchte immer wieder, nach Weimar zurückzukehren. Dies wurde ihr erst 1803 gewährt. Vom 3. bis 15. Oktober 1803 gastierte sie in Weimar als „Eulalia“ in Menschenhass und Reue
als „Baronesse“ in Lästerschule und als „Clara von Hohenreichen“, doch sie wurde nicht fest engagiert. Es folgten sieben weitere, ruhelose Jahre, ehe sie fast bettelnd erneut in Weimar eintraf. Zwischenzeitlich hatte sie ihre zwei Töchter und Söhne verloren. Sie wandte sich an Herzog Karl August mit der Bitte um Hilfe, den sie mit ihrem Schicksal so rührte, dass er ihr nun doch wieder ein Engagement verschaffte. Am 24. April 1811 debütierte sie als „Frau von Wiesen“ in „Reue und Ersatz“. Gebrochen durch die jahrzehntelange anhaltende Missachtung durch ihren Mann und die Wanderschaft, erkrankte sie und wurde gelähmt. Sie starb am 6. Juli 1815.